# ワレンティナ・オギエンコ
ヴァレンチーナ・オギエンコ（ロシア語: Валентина Огиенко,  1965年5月26日 - ）は、ロシアの女子バレーボール選手。
1983年ロシア代表入り。1988年ソウルオリンピックで金メダルを獲得した。1990年世界選手権で優勝した。1992年バルセロナオリンピックで銀メダルを獲得した。1994年世界選手権で3位になった。1998年世界選手権で3位になった。
2019年にバレーボール殿堂入り。